# Ken Anderson (animateur)
Pour les articles homonymes, voir Kenneth Anderson, Ken Anderson et Anderson.
Kenneth B. Anderson (17 mars 1909 - 13 décembre 1993) était un animateur, scénariste et directeur artistique des studios Disney. Il travailla sur de nombreux films durant une carrière de 44 années chez Disney.

## Biographie
Ken Anderson est né en 1909 près de Seattle. Il étudie l'architecture en Europe grâce à une bourse universitaire, d'abord à l'école américaine des Beaux-Arts de Fontainebleau (ouverte en 1923) puis à l'Académie américaine de Rome.
Il retourne finir ses études d'architecture à l'Université de Washington et en sort diplômé d'un B.Arch. Il a particulièrement été influencé par Lionel Pries (en), membre de la faculté. Avec ses compétences en dessins et à cause de la dépression, il part s'installer à Los Angeles pour vivre de l'animation. Il obtient un poste chez MGM comme dessinateur et travaille sur les décors de plusieurs films dont Le Voile des illusions (1934) avec Greta Garbo, What Every Woman Knows avec Helen Hayes.
En 1934, il postule et obtient un poste aux Studios Disney avant la fin de l'année 1934. Il contribue alors comme animateur sur deux courts métrages des Silly Symphonies, série prévue comme lieu d'expérimentations pour le long métrage Blanche-Neige et les Sept Nains (1937). Il rejoint alors l'équipe de layout dédiée à ce long métrage, dessine des études pour l'intérieur de la maison des nains avec Albert Hurter et construit même des maquettes qui a ensuite servi d'inspiration aux animateur, aux artistes de layout à définir les angles de vues...
Il travailla ensuite sur plusieurs autres longs métrages comme directeur artistique ou scénariste, réalisant des esquisses et layout de l'atelier de Geppetto pour Pinocchio (1940) d'après les modèles de Gustaf Tenggren. C'est durant la production de Mélodie du Sud (1946) qu'avec Wilfred Jackson, il développe les storyboard miniatures, réalisés en direct durant les sessions de conception qui servent par la suite au layout.
Dans les années 1950, il utilise ses connaissances en architecture au sein de WED Entreprises et participe à l'élaboration de Disneyland, dont de larges portions de Fantasyland, y compris Storybook Land Canal, Peter Pan's Flight et Mr. Toad's Wild Ride,. Il développa les codes en usages pour transposer le monde de la Fantaisie dans le monde réel. Deux semaines avant l'ouverture du parc Disneyland en juillet 1955, Walt Disney décide d'utiliser le décor du film Vingt Mille Lieues sous les mers (1954) pour une attraction de la zone Tomorrowland. Il demande à Ken Anderson de concevoir une attraction incluant la scène du calamar géant vivant et bougeant. Les éléments du monstre sont alors stockés dans les entrepôts des studios (depuis intégrés aux Walt Disney Archives) mais la peau a été déchiquetée durant la scène de lutte par James Mason et Kirk Douglas et les mouvements étaient assurés durant le film par une équipe de techniciens. En une semaine, Anderson, Robert Mattey et leur équipe ont remplacé la peau et installé un moteur de 8 cylindres Hudson pour faire bouger les tentacules. Malgré le travail acharné, l'équipe d'Anderson n'arrive pas à tenir le délai et l'attraction n'ouvre que trois semaines après l'ouverture du parc sous le nom 20,000 Leagues Under the Sea Exhibit le 5 août 1955. 
En 1961, il supervise Les 101 Dalmatiens et prend la décision d'utiliser le procédé de xérographie, mis au point par Ub Iwerks.
Par la suite, il retourne vers l'animation et devient l'animateur-clé sur le personnage de Shere Khan dans Le Livre de la Jungle (1967), puis d'Elliott dans Peter et Elliott le dragon (1977). Sur ce film il  assure la transition avec la nouvelle génération après le départ des « Neuf Sages », John Grant lui attribue le titre de « Dixième sage ». Grant précise qu'il a conçu deux dragons pour le studio graphiquement à l'opposé l'un de l'autre, Elliott et Maléfique dans La Belle au bois dormant (1959).

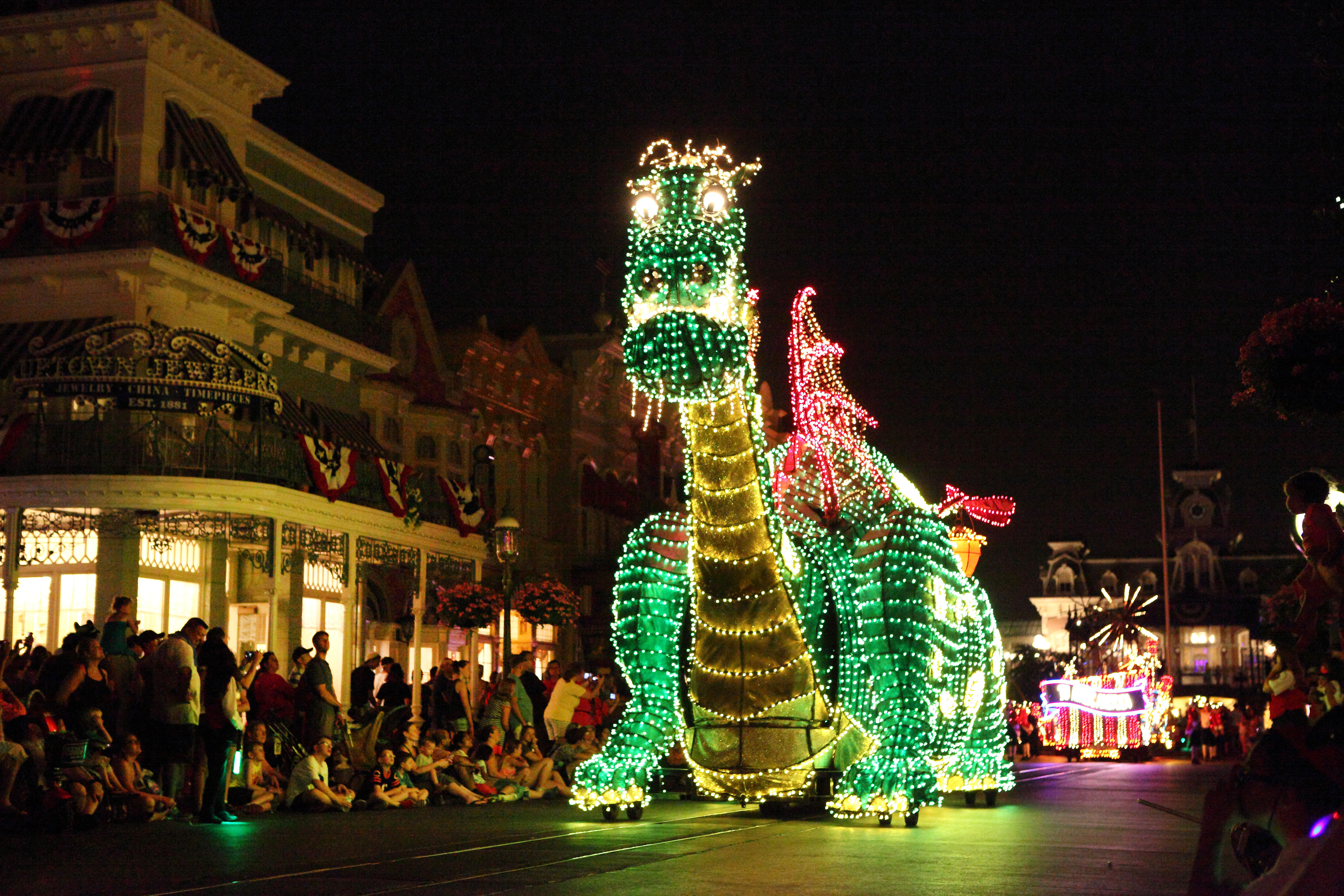
Char d'Elliott le dragon de Peter et Elliott le dragon (1977) dans la Main Street Electrical Parade au Magic Kingdom en  2016.
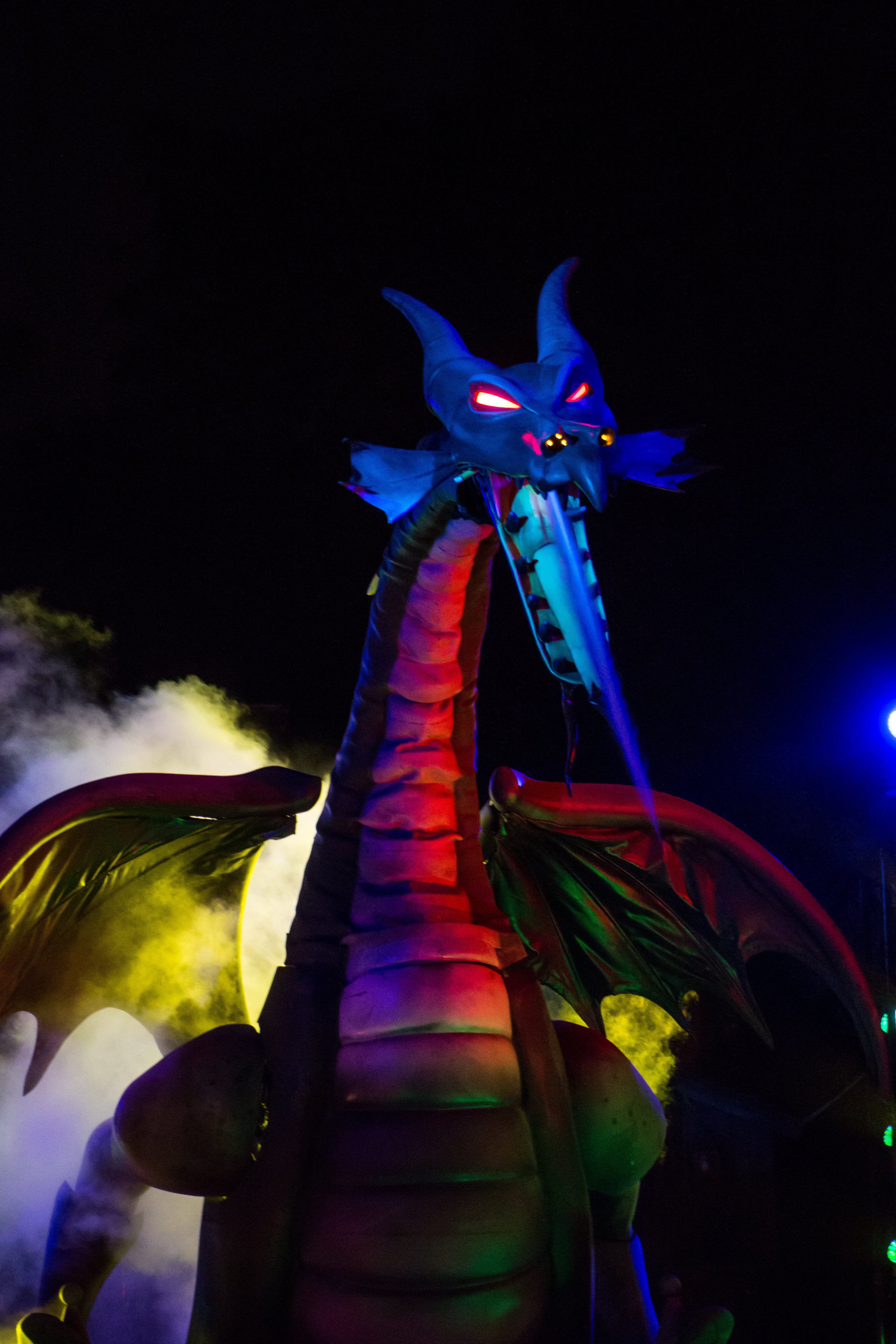
Le dragon Maléfique de La Belle au bois dormant (1959) dans la parade Fantasmic! en 2016

Il prend sa retraite en 1978, mais reste consultant pour la construction du parc Epcot qui ouvre en 1982.
Ken Anderson a été nommé en 1991 Disney Legend pour ses travaux dans l'animation et l'imagineering.

## Filmographie

### Animateur
- The Goddess of Spring (Silly Symphony de 1934)
- Trois petits orphelins (Silly Symphony de 1935)
- Le Dragon récalcitrant (1941)
- Mélodie du Sud (1946)
- Le Livre de la Jungle (1967)
- Peter et Elliott le dragon (1977)

### Directeur artistique
- Blanche-Neige et les Sept Nains (1937)
- Pinocchio (1940)
- Séquence "Pastoral" de Fantasia (1940)
- Merlin l'Enchanteur (1963)

### Scénariste
- Mélodie Cocktail (1948)
- Danny, le petit mouton noir (1948)
- Cendrillon (1950)
- Le Livre de la Jungle (1967)
- Les Aristochats (1970)
- Robin des Bois (1973)
- Les Aventures de Bernard et Bianca (1977)
- Les Aventures de Winnie l'ourson (1977)

### Production Designer
- La Belle au bois dormant(1959)
- Les 101 Dalmatiens (1961)

### Acteur
- Histoire de trois amours (The Story of Three Loves, 1953)

### Consultant
- Peter Pan (1953)

### Architecte/Designer
- Disneyland
  - Peter Pan's Flight
  - Mr. Toad's Wild Ride
  - Storybook Land Canal
- Epcot Center.

## Distinctions
- Winsor McCay Award 1982
- Disney Legend (Animation & Imagineering) en 1991

### Documents externes
- Robin Allan, Walt Disney and Europe: European Influences on the Animated Feature Films of Walt Disney, Indiana University Press, Bloomington and Indianapolis 1999.
- John Canemaker, Before the Animation Begins: The Art and Lives of Disney Inspirational Sketch Artists, Hyperion, New York 1996 (pages 168-182, cpître consacré à Ken Anderson).